# Осака (префектура)
О́сака (яп. 大阪府 О:сака-фу) — префектура, расположенная в регионе Кинки на острове Хонсю, Япония. Административный центр префектуры — город Осака. Площадь префектуры составляет 1899,28 км², население — 8 850 791 человек (1 августа 2014), плотность населения — 4660,08 чел./км².

## Административно-территориальное деление
В префектуре Осака расположено 33 городов и 5 уездов (9 посёлков и одно село).

### Города
Список городов префектуры:
| - Дайто; - Ибараки; - Идзуми; - Идзумиоцу; - Идзумисано; - Икеда; - Каватинагано; - Кадома; - Кайдзука; - Касивара; - Катано; | - Кисивада; - Мацубара; - Миноо; - Моригути; - Неягава; - Осака; - Осакасаяма; - Сакаи; - Сеннан; - Сеццу; - Сидзёнавате; | - Суйта; - Такаиси; - Такацуки; - Тоёнака; - Тондабаяси; - Фудзиидера; - Хабикино; - Ханнан; - Хигасиосака; - Хираката; - Яо. |

### Уезды
Посёлки и сёла по уездам:
| - Минамикавати - Канан; - Тайси; - Тихаяакасака; | - Мисима - Симамото; | - Сембоку - Тадаока; | - Сеннан - Куматори; - Мисаки; - Тадзири | - Тоёно - Носе; - Тоёно. |

## Символика

Флаг префектуры с 1968 по 1984

Эмблема префектуры была провозглашена 21 июня 1968 года. Она представляет собой стилизованную букву «O», а круги выше неё символизируют надежду, процветание и гармонию. Эмблема была создана на основе камона, который использовал Тоётоми Хидэёси (1537—1598), объединивший Японию и построивший замок в Осаке. Флаг префектуры был утверждён также 21 июня 1968 года. До 1984 года цвет полотна был зелёным, а после был заменён на синий.
Цветами префектуры выбрали первоцвет Зибольда и цветы японской сливы, деревом — гинкго, а птицей — японского сорокопута.